# Deva (Cantabrie, Asturies)
Pour les articles homonymes, voir Deva.
La rivière Deva ou Le Deva (rivière - "río" - étant masculin en castillan) est une rivière du nord de l'Espagne, près de la côte Cantabrique, qui traverse la Cantabrie et la principauté des Asturies. Elle prend sa source à Fuente Dé (Cantabrie), formée par de multiples ruisseaux naissant dans les montagnes avoisinantes, et il débouche dans la mer Cantabrique dans la Ría de Tina Mayor (es).

## Description

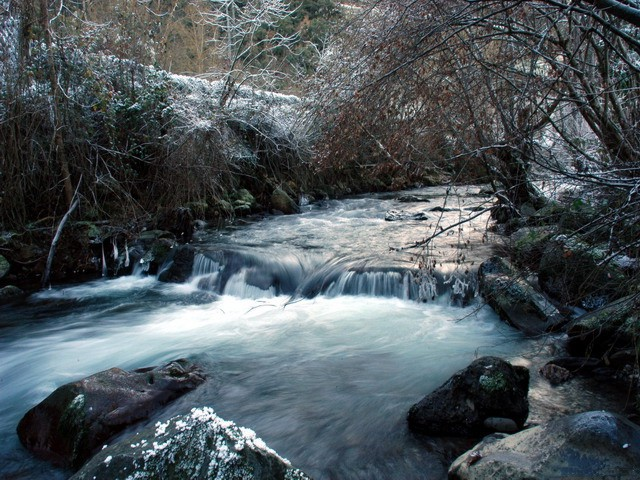
La rivière Deva à Camaleño.

La rivière Cares, qui coule d'abord dans les Asturies et constitue son principal affluent, se jette dans le Deva dans la localité de Panes, un peu plus bas que le Pont Llés. Le Deva comme le Cares sont célèbres pour leurs saumons, faisant de la bourgade de Panes un lieu de grand rassemblement de pêcheurs.

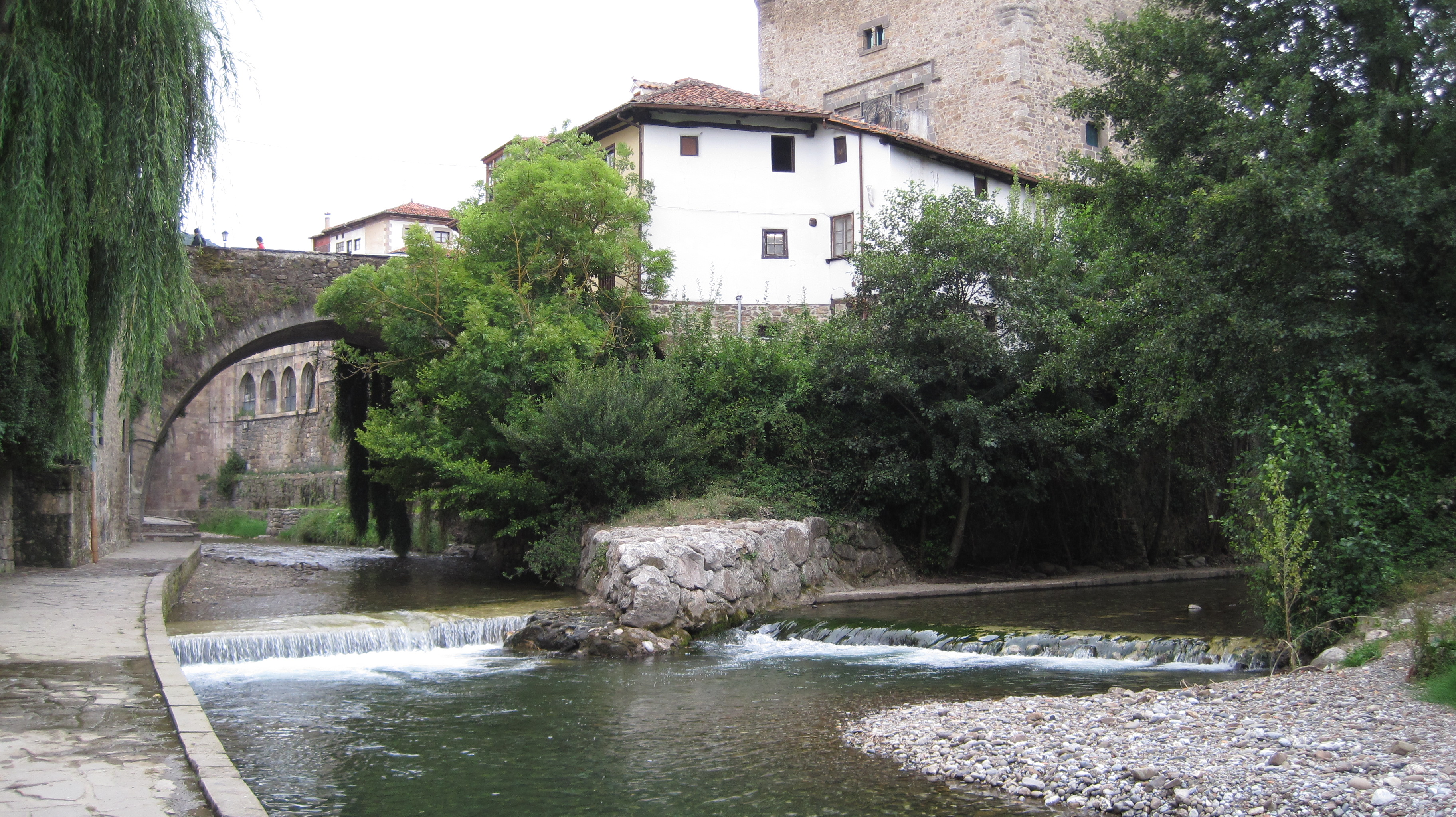
Confluence de la rivière Quiviesa dans le Deva, à hauteur de Potes.

- Principaux affluents : Urdón, Cares, Quiviesa et Bullón
- Superficie du bassin hydraulique : 1 195 km2
- Débit annuel : 1 054 hm3

## Étymologie
Son nom pourrait provenir de la déesse des cantabres Mater Deva, déité associée aux eaux. Le mot Deva, est probablement apparenté avec le mot "dieu" (de l'indo-européen *deiwos; en latin, "divus, diva", "dieu, déesse"), avec le sens de "sacré" ou "divin". Le nom Deva apparaît de manière récurrente dans le nord de l'Espagne, dans les Asturies avec l'Île de Deva et la paroisse de Deva près de Gijón, et en Galice avec les deux rivières « Deva » des provinces de Pontevedra et d'Ourense, affluents du Miño, ainsi que la ville de Deva et de la rivière Deva en Guipuscoa.
Le terme Deva apparaît également en Angleterre, pays celtique, avec la fortification romaine Deva Victrix à l'emplacement de la ville actuelle de Chester. Deva est enfin le nom de nombreuses divinités hindoues. Voir pour cela les différents articles autour de la déesse Deva sur la page d'homonymie Deva.

## Histoire
Dans le Monte Cildá (es) de Vellica (es) (ville fortifiée des anciens cantabres vellicos), on a découvert un autel consacré à cette déesse, connue dans le monde celtique comme une personnalité liée avec les eaux. Le nom de la rivière Deva permet donc d'établir la relation avec cette déité et montre que les Cantabres vénéraient de nombreux dieux et déesses.